# 佩勒贝格
佩勒贝格（德語：Perleberg，發音：[ˈpɛʁləˌbɛʁk] ⓘ）是德国勃兰登堡州普里格尼茨县的城市，也是普里格尼茨县的县治，面积138.69平方千米，2023年12月31日人口为12,026人。

## 友好城市
- 德国 卡尔斯特
- 德国 平讷贝格
- 德国 諾德施泰特
- 波蘭 什恰夫尼察